# Campeonato Neerlandés de Fútbol 1923-24
El Campeonato Neerlandés de Fútbol 1923/24 fue la 36.ª edición del campeonato de fútbol de los Países Bajos. Participaron 51 equipos divididos en cinco divisiones. El campeón nacional sería determinado por un grupo final formado con los ganadores de las divisiones de fútbol del este, norte, sur y dos del oeste. Feijenoord ganó el campeonato de este año.

## Nuevos participantes
Eerste Klasse Este:
- Promovido desde la 2ª división: Vitesse

Eerste Klasse Norte:
- Promovido desde la 2ª división: VV Leeuwarden

Eerste Klasse Sur:
- Promovido desde la 2ª división: Alliance

Eerste Klasse Oeste-I
- Seis clubes forman la división, que jugaron las últimas temporadas en la División Oeste combinada: AFC Ajax, DFC, Feijenoord, HVV Den Haag, RCH y VOC
- Promovido desde la 2ª división: HVV 't Gooi, Koninklijke HFC, SVV y ZFC

Eerste Klasse Oeste-II
- Seis clubes forman la división, que jugaron las últimas temporadas en la División Oeste combinada: Blauw-Wit Amsterdam, HFC Haarlem, HBS Craeyenhout, HC & CV Quick, Sparta Rotterdam y UVV Utrecht
- Promovido desde la 2ª división: Ajax Sportman Combinatie, SBV Excelsior, SC Emma y Stormvogels

## Divisiones

### Eerste Klasse Este
| Pos | Equipo          | PJ | PG | PE | PP | GF | GC | Pts | DG  | Notas                                     |
| --- | --------------- | -- | -- | -- | -- | -- | -- | --- | --- | ----------------------------------------- |
| 1   | SC Enschede     | 18 | 12 | 4  | 2  | 48 | 23 | 28  | +25 | Clasificado al grupo final por el título. |
| 2   | Go Ahead        | 18 | 12 | 2  | 4  | 49 | 16 | 26  | +33 |                                           |
| 3   | ZAC             | 18 | 9  | 5  | 4  | 37 | 18 | 23  | +19 |                                           |
| 4   | Enschedese Boys | 18 | 10 | 2  | 6  | 34 | 33 | 22  | +1  |                                           |
| 5   | Vitesse         | 18 | 6  | 6  | 6  | 30 | 34 | 18  | -4  |                                           |
| 6   | Heracles        | 18 | 5  | 7  | 6  | 33 | 27 | 17  | +6  |                                           |
| 7   | Quick Nijmegen  | 18 | 6  | 3  | 9  | 31 | 46 | 15  | -15 |                                           |
| 8   | HVV Hengelo     | 18 | 4  | 6  | 8  | 17 | 30 | 14  | -13 |                                           |
| 9   | Koninklijke UD  | 18 | 3  | 6  | 9  | 28 | 57 | 12  | -29 |                                           |
| 10  | TSV Theole      | 18 | 0  | 5  | 13 | 18 | 41 | 5   | -23 | Descendido a la segunda división.         |

PJ = Partidos jugados; PG = Partidos ganados; PE = Partidos empatados; PP = Partidos perdidos; GF = Goles a favor; GC = Goles en contra; Pts = Puntos; DG = Diferencia de goles

### Eerste Klasse Norte
| Pos | Equipo          | PJ | PG | PE | PP | GF | GC | Pts | DG  | Notas                                     |
| --- | --------------- | -- | -- | -- | -- | -- | -- | --- | --- | ----------------------------------------- |
| 1   | Be Quick 1887   | 18 | 15 | 1  | 2  | 69 | 14 | 31  | +55 | Clasificado al grupo final por el título. |
| 2   | Velocitas 1897  | 18 | 11 | 0  | 7  | 49 | 25 | 22  | +24 |                                           |
| 3   | MVV Alcides     | 18 | 10 | 2  | 6  | 35 | 27 | 22  | +8  |                                           |
| 4   | Veendam         | 18 | 7  | 6  | 5  | 27 | 21 | 20  | +6  |                                           |
| 5   | Achilles 1894   | 18 | 6  | 5  | 7  | 32 | 43 | 17  | -11 |                                           |
| 6   | VV Leeuwarden   | 18 | 7  | 2  | 9  | 27 | 35 | 16  | -8  |                                           |
| 7   | LAC Frisia 1883 | 18 | 6  | 3  | 9  | 19 | 31 | 15  | -12 |                                           |
| 8   | LVV Friesland   | 18 | 5  | 4  | 9  | 23 | 35 | 14  | -12 |                                           |
| 9   | WVV Winschoten  | 18 | 4  | 5  | 9  | 25 | 42 | 13  | -17 |                                           |
| 10  | Upright         | 18 | 3  | 4  | 11 | 13 | 46 | 10  | -33 | Descendido a la segunda división.         |

PJ = Partidos jugados; PG = Partidos ganados; PE = Partidos empatados; PP = Partidos perdidos; GF = Goles a favor; GC = Goles en contra; Pts = Puntos; DG = Diferencia de goles

### Eerste Klasse Sur
| Pos | Equipo          | PJ | PG | PE | PP | GF | GC | Pts | DG  | Notas                                     |
| --- | --------------- | -- | -- | -- | -- | -- | -- | --- | --- | ----------------------------------------- |
| 1   | NAC             | 20 | 13 | 5  | 2  | 46 | 15 | 31  | +31 | Clasificado al grupo final por el título. |
| 2   | WWillem II      | 20 | 14 | 2  | 4  | 52 | 22 | 30  | +30 |                                           |
| 3   | RKVV Wilhelmina | 20 | 8  | 7  | 5  | 39 | 29 | 23  | +10 |                                           |
| 4   | NOAD            | 20 | 8  | 6  | 6  | 27 | 29 | 22  | -2  |                                           |
| 5   | FC Eindhoven    | 20 | 9  | 3  | 8  | 31 | 29 | 21  | +2  |                                           |
| 6   | PSV Eindhoven   | 20 | 9  | 3  | 8  | 36 | 34 | 21  | +2  |                                           |
| 7   | MVV Maastricht  | 20 | 9  | 2  | 9  | 29 | 29 | 20  | 0   |                                           |
| 8   | Bredania        | 20 | 5  | 9  | 6  | 24 | 25 | 19  | -1  |                                           |
| 9   | BVV Den Bosch   | 20 | 7  | 3  | 10 | 41 | 40 | 17  | +1  |                                           |
| 10  | Alliance        | 20 | 4  | 1  | 15 | 17 | 57 | 9   | -40 |                                           |
| 11  | SV DOSKO        | 20 | 1  | 5  | 14 | 13 | 46 | 7   | -33 | Descendido a la segunda división.         |

PJ = Partidos jugados; PG = Partidos ganados; PE = Partidos empatados; PP = Partidos perdidos; GF = Goles a favor; GC = Goles en contra; Pts = Puntos; DG = Diferencia de goles

### Eerste Klasse Oeste-I
| Pos | Equipo          | PJ | PG | PE | PP | GF | GC | Pts | DG  | Notas                                     |
| --- | --------------- | -- | -- | -- | -- | -- | -- | --- | --- | ----------------------------------------- |
| 1   | Feijenoord      | 18 | 13 | 2  | 3  | 61 | 29 | 28  | +32 | Clasificado al grupo final por el título. |
| 2   | DFC             | 18 | 8  | 7  | 3  | 36 | 22 | 23  | +14 | [Oeste II]                                |
| 3   | HVV 't Gooi     | 18 | 9  | 4  | 5  | 35 | 39 | 22  | -4  |                                           |
| 4   | VOC             | 18 | 9  | 3  | 6  | 33 | 35 | 21  | -2  | [Oeste II]                                |
| 5   | Koninklijke HFC | 18 | 7  | 5  | 6  | 33 | 40 | 19  | -7  |                                           |
| 6   | Ajax            | 18 | 7  | 3  | 8  | 35 | 27 | 17  | +8  | [Oeste II]                                |
| 7   | HVV Den Haag    | 18 | 6  | 4  | 8  | 40 | 42 | 16  | -2  | [Oeste II]                                |
| 8   | RCH             | 18 | 4  | 7  | 7  | 31 | 35 | 15  | -4  | [Oeste II]                                |
| 9   | ZFC             | 18 | 3  | 4  | 11 | 27 | 43 | 10  | -16 |                                           |
| 10  | SVV             | 18 | 4  | 1  | 13 | 17 | 36 | 9   | -19 | Descendido a la segunda división.         |

PJ = Partidos jugados; PG = Partidos ganados; PE = Partidos empatados; PP = Partidos perdidos; GF = Goles a favor; GC = Goles en contra; Pts = Puntos; DG = Diferencia de goles
[Oeste II] Equipos trasladados a la división Oeste-II para la próxima temporada.

### Eerste Klasse Oeste-II
| Pos | Equipo                   | PJ | PG | PE | PP | GF | GC | Pts | DG  | Notas                                     |
| --- | ------------------------ | -- | -- | -- | -- | -- | -- | --- | --- | ----------------------------------------- |
| 1   | Stormvogels              | 18 | 15 | 1  | 2  | 48 | 13 | 31  | +35 | Clasificado al grupo final por el título. |
| 2   | Sparta Rotterdam         | 18 | 12 | 4  | 2  | 49 | 18 | 28  | +31 | [Oeste I]                                 |
| 3   | HBS Craeyenhout          | 18 | 8  | 4  | 6  | 29 | 28 | 20  | +1  |                                           |
| 4   | HFC Haarlem              | 18 | 7  | 6  | 5  | 33 | 33 | 20  | 0   | [Oeste I]                                 |
| 5   | SBV Excelsior            | 18 | 6  | 5  | 7  | 31 | 28 | 17  | +3  |                                           |
| 6   | Blauw-Wit Amsterdam      | 18 | 5  | 7  | 6  | 20 | 22 | 17  | -2  | [Oeste I]                                 |
| 7   | UVV Utrecht              | 18 | 7  | 1  | 10 | 33 | 42 | 15  | -9  |                                           |
| 8   | Ajax Sportman Combinatie | 18 | 5  | 4  | 9  | 29 | 37 | 14  | -8  | [Oeste I]                                 |
| 9   | HC & CV Quick            | 18 | 3  | 3  | 12 | 18 | 39 | 9   | -21 | [Oeste I]                                 |
| 10  | ODS                      | 18 | 4  | 1  | 13 | 21 | 51 | 9   | -30 | Descendido a la segunda división.         |

PJ = Partidos jugados; PG = Partidos ganados; PE = Partidos empatados; PP = Partidos perdidos; GF = Goles a favor; GC = Goles en contra; Pts = Puntos; DG = Diferencia de goles
[Oeste I] Equipos trasladados a la división Oeste-I para la próxima temporada.

### Grupo final por el título
| Pos | Equipo        | PJ | PG | PE | PP | GF | GC | Pts | DG  |
| --- | ------------- | -- | -- | -- | -- | -- | -- | --- | --- |
| 1   | Feijenoord    | 8  | 5  | 3  | 0  | 23 | 11 | 13  | +12 |
| 2   | Stormvogels   | 8  | 5  | 2  | 1  | 14 | 9  | 12  | +5  |
| 3   | NAC           | 8  | 3  | 1  | 4  | 11 | 15 | 7   | -4  |
| 4   | SC Enschede   | 8  | 2  | 0  | 6  | 11 | 17 | 4   | -6  |
| 5   | Be Quick 1887 | 8  | 2  | 0  | 6  | 10 | 17 | 4   | -7  |

PJ = Partidos jugados; PG = Partidos ganados; PE = Partidos empatados; PP = Partidos perdidos; GF = Goles a favor; GC = Goles en contra; Pts = Puntos; DG = Diferencia de goles
|                                |
| Campeón Feijenoord 1.er título |